# Championnat du monde masculin de curling 1995
Navigation
Édition précédente Édition suivante
Le Championnat du monde masculin de curling 1995 (nom officiel : Ford World Men's Curling Championship) est la 37e édition de cette compétition de curling.

Il a été organisé au Canada dans la ville de Brandon, dans le Keystone Centre du 8 au 16 avril 1995.

## Équipes
| Australie | Canada | Angleterre | Allemagne |
| --- | --- | --- | --- |
| New South Wales CC, Victoria Skip: Hugh Millikin Third: Stephen Johns Second: Gerald Chick Lead: Stephen Hewitt Remplaçant : Brian Johnson | Assiniboine Memorial CC, Winnipeg, Manitoba Skip: Kerry Burtnyk Third: Jeff Ryan Second: Rob Meakin Lead: Keith Fenton Remplaçant : Denis Fillion | Wigan CC, Wigan Haigh CC, Wigan Skip: Alistair Burns Third: Andrew Hemming Second: Neil Hardie Lead: Stephen Watt Remplaçant : Phil Atherton | Füssen CC Skip: Andy Kapp Third: Uli Kapp Second: Oliver Axnick Lead: Holger Höhne Remplaçant : Michael Schäffer                      |
| Norvège | Écosse | Suède | Suisse |
| Snarøen CC, Oslo Skip: Eigil Ramsfjell Third: Anthon Grimsmo Second: Jan Thoresen Lead: Tore Torvbråten Remplaçant : Sjur Loen             | Dunkeld CC, Pitlochry Skip: Gordon Muirhead Third: Peter Loudon Second: Robert Kelly Lead: Russell Keiller Remplaçant : Graeme Connal             | Östersunds CK Skip: Peter Lindholm Third: Tomas Nordin Second: Magnus Swartling Lead: Peter Narup Remplaçant : Jan-Olov Nässén               | St Moritz CC Skip: Andreas Schwaller Third: Christof Schwaller Second: Reto Ziegler Lead: Peter Eggenschwiler Remplaçant : Rolf Iseli |
| États-Unis | Pays de Galles | | |
| Superior CC, Wisconsin Skip: Tim Somerville Third: Mike Schneeberger Second: Myles Brundidge Lead: John Gordon Remplaçant : Bud Somerville | Deeside CC Skip: John Hunt Third: Jamie Meikle Second: Adrian Meikle Lead: Hugh Meikle Remplaçant : Chris Wells                                   | | |

## Classement
| Pays           | Skip              | V | D |
| -------------- | ----------------- | - | - |
| Canada         | Kerry Burtnyk     | 9 | 0 |
| Allemagne      | Andy Kapp         | 6 | 3 |
| Écosse         | Gordon Muirhead   | 6 | 3 |
| États-Unis     | Tim Somerville    | 4 | 5 |
| Norvège        | Eigil Ramsfjell   | 4 | 5 |
| Suisse         | Andreas Schwaller | 4 | 5 |
| Suède          | Peja Lindholm     | 4 | 5 |
| Australie      | Hugh Millikin     | 3 | 6 |
| Angleterre     | Alistair Burns    | 3 | 6 |
| Pays de Galles | John Hunt         | 2 | 7 |

*Légende: V = Victoire - D = Défaite

## Résultats

### Match 1
| Équipes           | 1 | 2 | 3 | 4 | 5 | 6 | 7 | 8 | 9 | 10 | Total |
| ----------------- | - | - | - | - | - | - | - | - | - | -- | ----- |
| Écosse (Muirhead) | – | – | – | – | – | – | – | – | – | –  | 4     |
| Allemagne (Kapp)  | – | – | – | – | – | – | – | – | – | –  | 5     |

| Équipes            | 1 | 2 | 3 | 4 | 5 | 6 | 7 | 8 | 9 | 10 | Total |
| ------------------ | - | - | - | - | - | - | - | - | - | -- | ----- |
| Canada (Burtnyk)   | – | – | – | – | – | – | – | – | – | –  | 5     |
| Suisse (Schwaller) | – | – | – | – | – | – | – | – | – | –  | 2     |

| Équipes              | 1 | 2 | 3 | 4 | 5 | 6 | 7 | 8 | 9 | 10 | Total |
| -------------------- | - | - | - | - | - | - | - | - | - | -- | ----- |
| Norvège (Ramsfjell)  | – | – | – | – | – | – | – | – | – | –  | 6     |
| Australie (Millikin) | – | – | – | – | – | – | – | – | – | –  | 7     |

| Équipes                 | 1 | 2 | 3 | 4 | 5 | 6 | 7 | 8 | 9 | 10 | Total |
| ----------------------- | - | - | - | - | - | - | - | - | - | -- | ----- |
| États-Unis (Somerville) | – | – | – | – | – | – | – | – | – | –  | 5     |
| Suède (Lindholm)        | – | – | – | – | – | – | – | – | – | –  | 4     |

| Équipes               | 1 | 2 | 3 | 4 | 5 | 6 | 7 | 8 | 9 | 10 | Total |
| --------------------- | - | - | - | - | - | - | - | - | - | -- | ----- |
| Angleterre (Burns)    | – | – | – | – | – | – | – | – | – | –  | 3     |
| Pays de Galles (Hunt) | – | – | – | – | – | – | – | – | – | –  | 2     |

### Match 2
| Équipes            | 1 | 2 | 3 | 4 | 5 | 6 | 7 | 8 | 9 | 10 | Total |
| ------------------ | - | - | - | - | - | - | - | - | - | -- | ----- |
| Angleterre (Burns) | – | – | – | – | – | – | – | – | – | –  | 4     |
| Canada (Burtnyk)   | – | – | – | – | – | – | – | – | – | –  | 7     |

| Équipes               | 1 | 2 | 3 | 4 | 5 | 6 | 7 | 8 | 9 | 10 | Total |
| --------------------- | - | - | - | - | - | - | - | - | - | -- | ----- |
| Australie (Millikin)  | – | – | – | – | – | – | – | – | – | –  | 10    |
| Pays de Galles (Hunt) | – | – | – | – | – | – | – | – | – | –  | 2     |

| Équipes                 | 1 | 2 | 3 | 4 | 5 | 6 | 7 | 8 | 9 | 10 | Total |
| ----------------------- | - | - | - | - | - | - | - | - | - | -- | ----- |
| Écosse (Muirhead)       | – | – | – | – | – | – | – | – | – | –  | 8     |
| États-Unis (Somerville) | – | – | – | – | – | – | – | – | – | –  | 4     |

| Équipes             | 1 | 2 | 3 | 4 | 5 | 6 | 7 | 8 | 9 | 10 | Total |
| ------------------- | - | - | - | - | - | - | - | - | - | -- | ----- |
| Norvège (Ramsfjell) | – | – | – | – | – | – | – | – | – | –  | 7     |
| Allemagne (Kapp)    | – | – | – | – | – | – | – | – | – | –  | 4     |

| Équipes            | 1 | 2 | 3 | 4 | 5 | 6 | 7 | 8 | 9 | 10 | Total |
| ------------------ | - | - | - | - | - | - | - | - | - | -- | ----- |
| Suisse (Schwaller) | – | – | – | – | – | – | – | – | – | –  | 11    |
| Suède (Lindholm)   | – | – | – | – | – | – | – | – | – | –  | 6     |

### Match 3
| Équipes               | 1 | 2 | 3 | 4 | 5 | 6 | 7 | 8 | 9 | 10 | Total |
| --------------------- | - | - | - | - | - | - | - | - | - | -- | ----- |
| Suède (Lindholm)      | – | – | – | – | – | – | – | – | – | –  | 5     |
| Pays de Galles (Hunt) | – | – | – | – | – | – | – | – | – | –  | 6     |

| Équipes                 | 1 | 2 | 3 | 4 | 5 | 6 | 7 | 8 | 9 | 10 | Total |
| ----------------------- | - | - | - | - | - | - | - | - | - | -- | ----- |
| Allemagne (Kapp)        | – | – | – | – | – | – | – | – | – | –  | 8     |
| États-Unis (Somerville) | – | – | – | – | – | – | – | – | – | –  | 5     |

| Équipes            | 1 | 2 | 3 | 4 | 5 | 6 | 7 | 8 | 9 | 10 | Total |
| ------------------ | - | - | - | - | - | - | - | - | - | -- | ----- |
| Suisse (Schwaller) | – | – | – | – | – | – | – | – | – | –  | 8     |
| Angleterre (Burns) | – | – | – | – | – | – | – | – | – | –  | 4     |

| Équipes              | 1 | 2 | 3 | 4 | 5 | 6 | 7 | 8 | 9 | 10 | Total |
| -------------------- | - | - | - | - | - | - | - | - | - | -- | ----- |
| Australie (Millikin) | – | – | – | – | – | – | – | – | – | –  | 4     |
| Écosse (Muirhead)    | – | – | – | – | – | – | – | – | – | –  | 5     |

| Équipes             | 1 | 2 | 3 | 4 | 5 | 6 | 7 | 8 | 9 | 10 | Total |
| ------------------- | - | - | - | - | - | - | - | - | - | -- | ----- |
| Norvège (Ramsfjell) | – | – | – | – | – | – | – | – | – | –  | 2     |
| Canada (Burtnyk)    | – | – | – | – | – | – | – | – | – | –  | 8     |

### Match 4
| Équipes            | 1 | 2 | 3 | 4 | 5 | 6 | 7 | 8 | 9 | 10 | Total |
| ------------------ | - | - | - | - | - | - | - | - | - | -- | ----- |
| Allemagne (Kapp)   | – | – | – | – | – | – | – | – | – | –  | 4     |
| Suisse (Schwaller) | – | – | – | – | – | – | – | – | – | –  | 3     |

| Équipes             | 1 | 2 | 3 | 4 | 5 | 6 | 7 | 8 | 9 | 10 | Total |
| ------------------- | - | - | - | - | - | - | - | - | - | -- | ----- |
| Norvège (Ramsfjell) | – | – | – | – | – | – | – | – | – | –  | 3     |
| Écosse (Muirhead)   | – | – | – | – | – | – | – | – | – | –  | 9     |

| Équipes               | 1 | 2 | 3 | 4 | 5 | 6 | 7 | 8 | 9 | 10 | Total |
| --------------------- | - | - | - | - | - | - | - | - | - | -- | ----- |
| Canada (Burtnyk)      | – | – | – | – | – | – | – | – | – | –  | 8     |
| Pays de Galles (Hunt) | – | – | – | – | – | – | – | – | – | –  | 2     |

| Équipes            | 1 | 2 | 3 | 4 | 5 | 6 | 7 | 8 | 9 | 10 | Total |
| ------------------ | - | - | - | - | - | - | - | - | - | -- | ----- |
| Suède (Lindholm)   | – | – | – | – | – | – | – | – | – | –  | 5     |
| Angleterre (Burns) | – | – | – | – | – | – | – | – | – | –  | 2     |

| Équipes                 | 1 | 2 | 3 | 4 | 5 | 6 | 7 | 8 | 9 | 10 | Total |
| ----------------------- | - | - | - | - | - | - | - | - | - | -- | ----- |
| États-Unis (Somerville) | – | – | – | – | – | – | – | – | – | –  | 9     |
| Australie (Millikin)    | – | – | – | – | – | – | – | – | – | –  | 6     |

### Match 5
| Équipes             | 1 | 2 | 3 | 4 | 5 | 6 | 7 | 8 | 9 | 10 | Total |
| ------------------- | - | - | - | - | - | - | - | - | - | -- | ----- |
| Norvège (Ramsfjell) | – | – | – | – | – | – | – | – | – | –  | 8     |
| Angleterre (Burns)  | – | – | – | – | – | – | – | – | – | –  | 7     |

| Équipes          | 1 | 2 | 3 | 4 | 5 | 6 | 7 | 8 | 9 | 10 | Total |
| ---------------- | - | - | - | - | - | - | - | - | - | -- | ----- |
| Allemagne (Kapp) | – | – | – | – | – | – | – | – | – | –  | 4     |
| Suède (Lindholm) | – | – | – | – | – | – | – | – | – | –  | 3     |

| Équipes                 | 1 | 2 | 3 | 4 | 5 | 6 | 7 | 8 | 9 | 10 | Total |
| ----------------------- | - | - | - | - | - | - | - | - | - | -- | ----- |
| Canada (Burtnyk)        | – | – | – | – | – | – | – | – | – | –  | 5     |
| États-Unis (Somerville) | – | – | – | – | – | – | – | – | – | –  | 3     |

| Équipes                 | 1 | 2 | 3 | 4 | 5 | 6 | 7 | 8 | 9 | 10 | Total |
| ----------------------- | - | - | - | - | - | - | - | - | - | -- | ----- |
| Canada (Burtnyk)        | – | – | – | – | – | – | – | – | – | –  | 7     |
| États-Unis (Somerville) | – | – | – | – | – | – | – | – | – | –  | 6     |

| Équipes               | 1 | 2 | 3 | 4 | 5 | 6 | 7 | 8 | 9 | 10 | Total |
| --------------------- | - | - | - | - | - | - | - | - | - | -- | ----- |
| Pays de Galles (Hunt) | – | – | – | – | – | – | – | – | – | –  | 3     |
| Écosse (Muirhead)     | – | – | – | – | – | – | – | – | – | –  | 5     |

### Match 6
| Équipes                 | 1 | 2 | 3 | 4 | 5 | 6 | 7 | 8 | 9 | 10 | Total |
| ----------------------- | - | - | - | - | - | - | - | - | - | -- | ----- |
| Pays de Galles (Hunt)   | – | – | – | – | – | – | – | – | – | –  | 5     |
| États-Unis (Somerville) | – | – | – | – | – | – | – | – | – | –  | 10    |

| Équipes           | 1 | 2 | 3 | 4 | 5 | 6 | 7 | 8 | 9 | 10 | Total |
| ----------------- | - | - | - | - | - | - | - | - | - | -- | ----- |
| Écosse (Muirhead) | – | – | – | – | – | – | – | – | – | –  | 5     |
| Suède (Lindholm)  | – | – | – | – | – | – | – | – | – | –  | 8     |

| Équipes              | 1 | 2 | 3 | 4 | 5 | 6 | 7 | 8 | 9 | 10 | Total |
| -------------------- | - | - | - | - | - | - | - | - | - | -- | ----- |
| Australie (Millikin) | – | – | – | – | – | – | – | – | – | –  | 5     |
| Canada (Burtnyk)     | – | – | – | – | – | – | – | – | – | –  | 10    |

| Équipes             | 1 | 2 | 3 | 4 | 5 | 6 | 7 | 8 | 9 | 10 | Total |
| ------------------- | - | - | - | - | - | - | - | - | - | -- | ----- |
| Suisse (Schwaller)  | – | – | – | – | – | – | – | – | – | –  | 5     |
| Norvège (Ramsfjell) | – | – | – | – | – | – | – | – | – | –  | 9     |

| Équipes            | 1 | 2 | 3 | 4 | 5 | 6 | 7 | 8 | 9 | 10 | Total |
| ------------------ | - | - | - | - | - | - | - | - | - | -- | ----- |
| Allemagne (Kapp)   | – | – | – | – | – | – | – | – | – | –  | 6     |
| Angleterre (Burns) | – | – | – | – | – | – | – | – | – | –  | 9     |

### Match 7
| Équipes           | 1 | 2 | 3 | 4 | 5 | 6 | 7 | 8 | 9 | 10 | Total |
| ----------------- | - | - | - | - | - | - | - | - | - | -- | ----- |
| Canada (Burtnyk)  | – | – | – | – | – | – | – | – | – | –  | 8     |
| Écosse (Muirhead) | – | – | – | – | – | – | – | – | – | –  | 3     |

| Équipes               | 1 | 2 | 3 | 4 | 5 | 6 | 7 | 8 | 9 | 10 | Total |
| --------------------- | - | - | - | - | - | - | - | - | - | -- | ----- |
| Pays de Galles (Hunt) | – | – | – | – | – | – | – | – | – | –  | 2     |
| Allemagne (Kapp)      | – | – | – | – | – | – | – | – | – | –  | 7     |

| Équipes                 | 1 | 2 | 3 | 4 | 5 | 6 | 7 | 8 | 9 | 10 | Total |
| ----------------------- | - | - | - | - | - | - | - | - | - | -- | ----- |
| États-Unis (Somerville) | – | – | – | – | – | – | – | – | – | –  | 7     |
| Suisse (Schwaller)      | – | – | – | – | – | – | – | – | – | –  | 3     |

| Équipes              | 1 | 2 | 3 | 4 | 5 | 6 | 7 | 8 | 9 | 10 | Total |
| -------------------- | - | - | - | - | - | - | - | - | - | -- | ----- |
| Angleterre (Burns)   | – | – | – | – | – | – | – | – | – | –  | 4     |
| Australie (Millikin) | – | – | – | – | – | – | – | – | – | –  | 6     |

| Équipes             | 1 | 2 | 3 | 4 | 5 | 6 | 7 | 8 | 9 | 10 | Total |
| ------------------- | - | - | - | - | - | - | - | - | - | -- | ----- |
| Suède (Lindholm)    | – | – | – | – | – | – | – | – | – | –  | 10    |
| Norvège (Ramsfjell) | – | – | – | – | – | – | – | – | – | –  | 3     |

### Match 8
| Équipes              | 1 | 2 | 3 | 4 | 5 | 6 | 7 | 8 | 9 | 10 | Total |
| -------------------- | - | - | - | - | - | - | - | - | - | -- | ----- |
| Australie (Millikin) | – | – | – | – | – | – | – | – | – | –  | 5     |
| Suède (Lindholm)     | – | – | – | – | – | – | – | – | – | –  | 11    |

| Équipes                 | 1 | 2 | 3 | 4 | 5 | 6 | 7 | 8 | 9 | 10 | Total |
| ----------------------- | - | - | - | - | - | - | - | - | - | -- | ----- |
| États-Unis (Somerville) | – | – | – | – | – | – | – | – | – | –  | 3     |
| Angleterre (Burns)      | – | – | – | – | – | – | – | – | – | –  | 12    |

| Équipes               | 1 | 2 | 3 | 4 | 5 | 6 | 7 | 8 | 9 | 10 | Total |
| --------------------- | - | - | - | - | - | - | - | - | - | -- | ----- |
| Pays de Galles (Hunt) | – | – | – | – | – | – | – | – | – | –  | 6     |
| Norvège (Ramsfjell)   | – | – | – | – | – | – | – | – | – | –  | 5     |

| Équipes          | 1 | 2 | 3 | 4 | 5 | 6 | 7 | 8 | 9 | 10 | Total |
| ---------------- | - | - | - | - | - | - | - | - | - | -- | ----- |
| Allemagne (Kapp) | – | – | – | – | – | – | – | – | – | –  | 1     |
| Canada (Burtnyk) | – | – | – | – | – | – | – | – | – | –  | 8     |

| Équipes            | 1 | 2 | 3 | 4 | 5 | 6 | 7 | 8 | 9 | 10 | Total |
| ------------------ | - | - | - | - | - | - | - | - | - | -- | ----- |
| Écosse (Muirhead)  | – | – | – | – | – | – | – | – | – | –  | 7     |
| Suisse (Schwaller) | – | – | – | – | – | – | – | – | – | –  | 6     |

### Match 9
| Équipes                 | 1 | 2 | 3 | 4 | 5 | 6 | 7 | 8 | 9 | 10 | Total |
| ----------------------- | - | - | - | - | - | - | - | - | - | -- | ----- |
| États-Unis (Somerville) | – | – | – | – | – | – | – | – | – | –  | 3     |
| Norvège (Ramsfjell)     | – | – | – | – | – | – | – | – | – | –  | 5     |

| Équipes          | 1 | 2 | 3 | 4 | 5 | 6 | 7 | 8 | 9 | 10 | Total |
| ---------------- | - | - | - | - | - | - | - | - | - | -- | ----- |
| Suède (Lindholm) | – | – | – | – | – | – | – | – | – | –  | 2     |
| Canada (Burtnyk) | – | – | – | – | – | – | – | – | – | –  | 8     |

| Équipes            | 1 | 2 | 3 | 4 | 5 | 6 | 7 | 8 | 9 | 10 | Total |
| ------------------ | - | - | - | - | - | - | - | - | - | -- | ----- |
| Angleterre (Burns) | – | – | – | – | – | – | – | – | – | –  | 5     |
| Écosse (Muirhead)  | – | – | – | – | – | – | – | – | – | –  | 6     |

| Équipes               | 1 | 2 | 3 | 4 | 5 | 6 | 7 | 8 | 9 | 10 | Total |
| --------------------- | - | - | - | - | - | - | - | - | - | -- | ----- |
| Pays de Galles (Hunt) | – | – | – | – | – | – | – | – | – | –  | 5     |
| Suisse (Schwaller)    | – | – | – | – | – | – | – | – | – | –  | 6     |

| Équipes              | 1 | 2 | 3 | 4 | 5 | 6 | 7 | 8 | 9 | 10 | Total |
| -------------------- | - | - | - | - | - | - | - | - | - | -- | ----- |
| Australie (Millikin) | – | – | – | – | – | – | – | – | – | –  | 3     |
| Allemagne (Kapp)     | – | – | – | – | – | – | – | – | – | –  | 5     |

### Tie-break

#### Tie break 1
| Équipes                 | 1 | 2 | 3 | 4 | 5 | 6 | 7 | 8 | 9 | 10 | Total |
| ----------------------- | - | - | - | - | - | - | - | - | - | -- | ----- |
| Suisse (Schwaller)      | – | – | – | – | – | – | – | – | – | –  | 3     |
| États-Unis (Somerville) | – | – | – | – | – | – | – | – | – | –  | 6     |

| Équipes             | 1 | 2 | 3 | 4 | 5 | 6 | 7 | 8 | 9 | 10 | Total |
| ------------------- | - | - | - | - | - | - | - | - | - | -- | ----- |
| Norvège (Ramsfjell) | – | – | – | – | – | – | – | – | – | –  | 5     |
| Suède (Lindholm)    | – | – | – | – | – | – | – | – | – | –  | 4     |

#### Tie break 2
| Équipes                 | 1 | 2 | 3 | 4 | 5 | 6 | 7 | 8 | 9 | 10 | Total |
| ----------------------- | - | - | - | - | - | - | - | - | - | -- | ----- |
| Norvège (Ramsfjell)     | – | – | – | – | – | – | – | – | – | –  | 1     |
| États-Unis (Somerville) | – | – | – | – | – | – | – | – | – | –  | 10    |

### Playoffs
|  | Demi-finales | Demi-finales |        |   | Finale | Finale |
|  | Demi-finales | Demi-finales |        |   | Finale | Finale |
|  |              |              |        |   |        |        |
|  |              |              |        |   |        |        |
|  |              |              |        |   |        |        |
|  | Canada       | 10           |        |   |        |        |
|  | Canada       | 10           |        |   |        |        |
|  | États-Unis   | 7            |        |   |        |        |
|  | États-Unis   | 7            | Canada | 4 |        |        |
|  |              |              | Canada | 4 |        |        |
|  |              | Écosse       | 2      |   |        |        |
|  | Allemagne    | Écosse       | 2      | 4 |        |        |
|  | Allemagne    |              |        | 4 |        |        |
|  | Écosse       | 6            |        |   |        |        |
|  | Écosse       | 6            |        |   |        |        |

|  | Médaille de Bronze |            |   |
|  |                    |            |   |
|  | Allemagne          | Allemagne  | 6 |
|  | États-Unis         | États-Unis | 5 |

#### Finale
| Équipes           | 1 | 2 | 3 | 4 | 5 | 6 | 7 | 8 | 9 | 10 | Total |
| ----------------- | - | - | - | - | - | - | - | - | - | -- | ----- |
| Écosse (Muirhead) | 0 | 0 | 0 | 0 | 1 | 1 | 0 | 0 | 0 | X  | 2     |
| Canada (Burtnyk)  | 0 | 1 | 1 | 0 | 0 | 0 | 0 | 1 | 1 | X  | 4     |

| Champion du monde de curling 1995 |
| --------------------------------- |
| Canada 23e titre                  |